# Piergozy (powiat bartoszycki)
Piergozy (niem. Perguschen) – osada w Polsce położona w województwie warmińsko-mazurskim, w powiecie bartoszyckim, w gminie Bartoszyce. W latach 1975–1998 miejscowość administracyjnie należała do województwa olsztyńskiego.
W 1889 r. Piergozy były folwarkiem, należącym do majątku ziemskiego Bezledy i należały do rodziny von Oldenburg.
W 1983 r. był to PGR, wieś posiadała elektryczne oświetlenie ulic, 4 domy z 9 mieszkaniami i 39 mieszkańcami.